# Otto Lara Resende
Otto de Oliveira Lara Resende (São João del-Rei, 1 de maio de 1922 – Rio de Janeiro, 28 de dezembro de 1992) foi um jornalista e escritor brasileiro. Otto é pai do economista André Lara Resende. Seu pai, Antônio de Lara Resende, era professor, gramático e memorialista, e foi casado com Maria Julieta de Oliveira, com quem teve vinte filhos, dos quais Otto era o quarto.

## Biografia
Otto começou a lecionar francês aos quatorze anos e, aos dezoito, começou a trabalhar como jornalista no periódico O Diário, de Belo Horizonte. Daí por diante nunca mais deixou de ser jornalista, tendo chegado a editar o suplemento literário do Diário de Minas. No Rio de Janeiro, trabalhou no Diário de Notícias, em O Globo, Diário Carioca, Correio da Manhã, Última Hora, revista Manchete, Jornal do Brasil e TV Globo.
Formou-se em Direito pela Universidade Federal de Minas Gerais.
Estabeleceu um grupo de intelectuais com os amigos Fernando Sabino, Paulo Mendes Campos e Hélio Pellegrino, que Otto batizou de "os quatro mineiros de um íntimo apocalipse".  
Em 1957 a Editora José Olympio publicou seu segundo livro de contos, Boca do Inferno.
Fundou com Rubem Braga e Fernando Sabino, entre outros amigos, a Editora do Autor. Lá, publicou O retrato na gaveta (1962) e O braço direito (1963). Em 1964, escreveu A cilada, um conto sobre a avareza, no livro Os sete pecados capitais, publicado pela Editora Civilização Brasileira, e do qual participaram também Guimarães Rosa, Mário Donato e Carlos Heitor Cony, entre outros.
Em 3 de julho de 1979 foi eleito membro da Academia Brasileira de Letras, na cadeira 39, vaga com a morte de Elmano Cardim.

## Obras
- O lado humano (contos, 1952)
- Boca do inferno (contos, 1957 e 1998)
- O retrato na gaveta (contos, 1962)
- O braço direito (romance, 1964)
- A cilada (conto, 1965, publicado em "Os sete pecados capitais)
- As pompas do mundo (contos, 1975)
- O elo partido e outras histórias (contos, 1991)
- Bom dia para nascer (Crônicas na Folha de S. Paulo, 1993)
- O príncipe e o sabiá e outros perfis (História, 1994)
- A testemunha silenciosa (novelas, 1995).